# Green Bay Packers 1961
La stagione 1961 dei Green Bay Packers è stata la 41ª della franchigia nella National Football League. La squadra, allenata da Vince Lombardi, ebbe un record di 11-3, terminando prima nella Western Conference e qualificandosi per la finale, vinta contro i New York Giants per 37-0. Fu il settimo titolo della storia del club.
Questa fu la prima stagione in cui i Packers portarono il loro logo con "G" maiuscola sui caschi.

## Roster
| Roster dei Green Bay Packers nel 1961 |
| --- |
| Quarterback - John Roach - Bart Starr Running Back - Lew Carpenter - Paul Hornung - Tom Moore - Elijah Pitts - Jim Taylor Wide Receiver - Boyd Dowler - Max McGee Tight End - Lee Folkins - Gary Knafelc - Ron Kramer Offensive Linemen - Forrest Gregg T / G - Ken Iman G - Jerry Kramer G - Norm Masters T - Jim Ringo C - Bob Skoronski T - Fuzzy Thurston G Defensive Linemen - Ben Davidson DE - Willie Davis DE - Henry Jordan DT - Bill Quinlan Linebacker - Tom Bettis - Dan Currie - Bill Forester - Ray Nitschke MLB Defensive Back - Herb Adderley CB - Emlen Tunnell - Hank Gremminger - Jesse Whittenton - Willie Wood SS Special Team - Ben Agajanian K - Boyd Dowler P - Hank Gremminger KO - Paul Hornung K - Max McGee P - Willie Wood PR |
| Legenda - I rookie sono in corsivo. - Il primo ruolo è il principale mentre gli eventuali successivi indicano i ruoli secondari. - (IR) sta per Injured Reserve ed indica la lista ristretta per un solo giocatore infortunato che può tornare ad allenarsi dopo la settimana 6 e a rientrare in prima squadra dopo che questa ha giocato 8 partite. - (NF-Inj.) / (NF-Ill.) stanno rispettivamente per Non-Football Injured e Non-Football Illness ed indicano le liste dove viene inserito un giocatore che ha un infortunio o una malattia non dipendente dal football americano. - (PUP) sta per Physically Unable to Perform ed indica la lista dove viene inserito un giocatore mentre è in attesa di recuperare la condizione fisica. Nella stagione regolare dopo la sesta partita giocata dalla propria squadra, il giocatore ha tempo tre settimane per riprendere ad allenarsi, più tre settimane aggiuntive dal suo rientro agli allenamenti per rientrare in prima squadra. |

## Calendario
| Stagione regolare |              |                        |           |        |                               |         |
| Turno             | Data         | Avversario             | Risultato | Record | Stadio                        | Sintesi |
| 1                 | 17 settembre | Detroit Lions          | S 13–17   | 0–1    | Milwaukee County Stadium      | Recap   |
| 2                 | 24 settembre | San Francisco 49ers    | V 30–10   | 1–1    | City Stadium                  | Recap   |
| 3                 | 1 ottobre    | Chicago Bears          | V 24–0    | 2–1    | City Stadium                  | Recap   |
| 4                 | 8 ottobre    | Baltimore Colts        | V 45–7    | 3–1    | City Stadium                  | Recap   |
| 5                 | 15 ottobre   | at Cleveland Browns    | V 49–17   | 4–1    | Cleveland Stadium             | Recap   |
| 6                 | 22 ottobre   | at Minnesota Vikings   | V 33–7    | 5–1    | Metropolitan Stadium          | Recap   |
| 7                 | 29 ottobre   | Minnesota Vikings      | V 28–10   | 6–1    | Milwaukee County Stadium      | Recap   |
| 8                 | 5 novembre   | at Baltimore Colts     | S 21–45   | 6–2    | Memorial Stadium              | Recap   |
| 9                 | 12 novembre  | at Chicago Bears       | V 31–28   | 7–2    | Wrigley Field                 | Recap   |
| 10                | 19 novembre  | Los Angeles Rams       | V 35–17   | 8–2    | City Stadium                  | Recap   |
| 11                | 23 novembre  | at Detroit Lions       | V 17–9    | 9–2    | Tiger Stadium                 | Recap   |
| 12                | 3 dicembre   | New York Giants        | V 20–17   | 10–2   | Milwaukee County Stadium      | Recap   |
| 13                | 10 dicembre  | at San Francisco 49ers | S 21–22   | 10–3   | Kezar Stadium                 | Recap   |
| 14                | 17 dicembre  | at Los Angeles Rams    | V 24–17   | 11–3   | Los Angeles Memorial Coliseum | Recap   |

### Playoff
| Stagione regolare |             |                 |           |        |              |          |
| Turno             | Data        | Avversario      | Risultato | Record | Stadio       | Pubblico |
| Finale            | December 31 | New York Giants | V 37–0    | 1–0    | City Stadium | Recap    |

## Classifiche
| NFL Western Conference |    |    |   |      |       |     |     |     |
|                        | V  | S  | P | %    | DIV   | PF  | PS  | STR |
| Green Bay Packers      | 11 | 3  | 0 | .786 | 9–3   | 391 | 223 | V1  |
| Detroit Lions          | 8  | 5  | 1 | .615 | 7–4–1 | 270 | 258 | S1  |
| Chicago Bears          | 8  | 6  | 0 | .571 | 7–5   | 326 | 302 | V2  |
| Baltimore Colts        | 8  | 6  | 0 | .571 | 6–6   | 302 | 307 | V1  |
| San Francisco 49ers    | 7  | 6  | 1 | .538 | 6–5–1 | 346 | 272 | S1  |
| Los Angeles Rams       | 4  | 10 | 0 | .286 | 3–9   | 263 | 333 | S1  |
| Minnesota Vikings      | 3  | 11 | 0 | .214 | 3–9   | 285 | 407 | S2  |

Nota:  i pareggi non venivano conteggiati ai fini della classifica fino al 1972.